# Битва при Онтиголе
Битва при Онтиголе — сражение между испанской и французской армиями, которое произошло 18 ноября 1809 года недалеко от города Онтигола во время Пиренейской войны, являющейся частью Наполеоновских войн. Французские войска возглавляли фельдмаршалы Перрен и Себастьяни под командованием маршала Сульта, а испанские — генерал Арейсага. Испанцы потерпели поражение и отступили к Оканье. Битва стала крупнейшим кавалерийским сражением за всю войну.

## Предыстория
Арейсага, с армией в 60 тыс. человек, отправился из Сьерра-Морены в Мадрид. После нескольких дней пути, 11 ноября, он прибыл в Оканью. Обдумав, следовать ли ему непосредственно в Аранхуэс, где сосредоточена французская армия, или нет, он решил вернуться в Вильяманрике-де-Тахо, где 15 ноября попытался пересечь реку Тахо. Он хотел начать наступление через Арганда-дель-Рей, чтобы таким образом застать французов врасплох.
Но ненастная погода смешала карты Арейсаге. Сильный шторм и поднятие уровня воды в Тахо помешали наступлению, поэтому армии пришлось оставаться в Санта-Крус-де-ла-Сарса до 18 ноября. Эта задержка позволила Сульту узнать намерения Арейсаги и сосредоточить на правом берегу Тахо батальоны Виктора, Себастьяни, Мийо и Пари д’Иллена напротив испанской армии.

## Битва
Пари и Мийо, которые пересекли Тахо в Аранхуэсе с восемью полками, около 3 тыс. всадников, встретились с шестнадцатью полками испанской армии, около 4 тыс. всадников, под командованием герцога Риваса и Мигеля Марша. Поначалу битва складывалась благоприятно для испанской кавалерии. Тем не менее, французы были в лучшем тактическом положении, что позволило им разбить испанскую конницу, которая в полном беспорядке отступила в окрестности Оканьи. В этом районе находился полк де Зайса, который быстро пришёл на помощь, сумев оттеснить преследователей. Испанские войска были отведены в Оканью, а французские войска в ту ночь расположились лагерем в Онтиголе. Никомед Пастор Диас и Франсиско де Карденас так описывали окончание битвы: «Печально наступила ночь; мы в смятеньи отступили в Оканью, где уже была основная часть армии, а французы, потеряв генерала, отступили к Онтиголе; обе стороны покинули поле битвы, усеянное трупами». На следующий день состоялась решающая битва при Оканье, окончившаяся сокрушительным поражением испанцев.

## Итог
С испанской стороны 80 человек попали в плен, несколько сотен погибли и пропали без вести. Среди последних был Анхель Сааведра, брат герцога, который сначала считался мёртвым. С французской стороны были убиты 100 человек, в том числе генерал Пари, погибший от руки капрала Висенте Манзано.